# نهر سيلينجا
نهر سيلينجا، (بالإنجليزية: Selenga River)‏، (بالروسية: Селенга)، قالب:منغ، هو نهر رئيسي في، منغوليا، وبورياتيا، وروسيا. أنهارها الرئيسية، هي نهر إيدر و Delgermörönriver.  يتدفق إلى بحيرة بايكال، ويبلغ طوله 992 كم (616 ميل). أو 1024 كيلومترًا (636 ميلًا)، وفقًا لمصادر أخرى. نهر سيلينغا، ينبع من نهر ينيسي- نهر أنغارا. يحمل 935 متر مكعب في الثانية (33000 قدم مكعب/ثانية) من المياه، إلى بحيرة بايكال، وهي تضم ما يقرب من نصف التدفق النهري، وتشكل دلتا عريضة، تبلغ مساحتها 680 كيلومترًا مربعًا (260 ميل مربع)، عندما تصل البحيرة.